# Chaenophryne quasiramifera
Chaenophryne quasiramifera är en fiskart som beskrevs av Pietsch 2007. Chaenophryne quasiramifera ingår i släktet Chaenophryne och familjen Oneirodidae. Inga underarter finns listade i Catalogue of Life.